# Степас Бутаутас
Степас Мечислович Бутаутас (лит. Stepas Butautas; 25 серпня 1925, Каунас, Литва — 22 березня 2001, там само) — радянський баскетболіст. Більшість кар'єри провів у «Жальгірісі» (Каунас). Чемпіон СРСР 1947 і 1951 років. Триразовий чемпіон Європи (1947, 1951, 1953) у складі збірної СРСР. Заслужений майстер спорту СРСР, заслужений тренер СРСР. Орден Трудового Червоного Прапора. Орден Великого князя Литовського Гедиміна V ступеня (1994).
У 1944 і 1946 роках грав за «Динамо» (Каунас), у 1947—1956 — «Жальгіріс» (Каунас).
Упродовж 1947—1954 років виступав у складі збірної СРСР, тричі здобувши титул чемпіона Європи (1947, 1951, 1953) і отримавши срібну медаль на Олімпійських іграх 1952.
Працював завідувачем кафедри фізичного виховання Каунаського політехнічного інституту.